# 錫拜
52°42′0″N 58°39′0″E / 52.70000°N 58.65000°E
錫拜（俄语：Сиба́й）是俄羅斯巴什科爾托斯坦共和國的一座城市，位於該國東南部，與首府烏法相距464公里。2002年人口59,082人。該地於1955年11月21日升格為城鎮。